# Fabien Palcau
Fabien Palcau (* 22. Juni 1997 in Dijon) ist ein französischer Leichtathlet, der sich auf den Langstreckenlauf spezialisiert hat. 

## Sportliche Laufbahn
Erste internationale Erfahrungen sammelte Fabien Palcau bei den Crosslauf-Europameisterschaften 2014 in Samokow, bei denen er nach 20:43 min den zwölften Platz im Juniorenrennen belegte. Im Jahr darauf gelangte er bei den Crosslauf-Weltmeisterschaften 2015 in Guiyang nach 26:36 min auf den 62. Platz und bei den Crosslauf-Europameisterschaften in Hyères gewann er in 17:45 min die Silbermedaille im Juniorenrennen und sicherte sich in der Teamwertung die Goldmedaille. 2017 wurde er bei den U20-Europameisterschaften in Grosseto in 14:46,83 min 21. im 5000-Meter-Lauf und bei den Crosslauf-Europameisterschaften in Chia lief er nach 18:02 min auf dem 35. Platz ein. Im Jahr darauf wurde er bei den Crosslauf-Europameisterschaften 2017 in Šamorín nach 25:12 min 24. im U23-Rennen und bei den Crosslauf-Europameisterschaften 2018 in Tilburg belegte er in 24:06 min den siebten Platz und sicherte sich in der Teamwertung die Goldmedaille. 2019 gelangte er bei den U23-Europameisterschaften in Gävle mit 14:31,83 min auf den 13. Platz über 5000 Meter und im Dezember belegte er bei den Crosslauf-Europameisterschaften in Lissabon in 24:52 min den sechsten Platz im U23-Rennen und sicherte sich in der Teamwertung erneut die Goldmedaille. 
Bei den Crosslauf-Europameisterschaften 2023 in Brüssel belegte er in 30:46 min den zehnten Platz im Einzelrennen und sicherte sich in der Teamwertung die Silbermedaille hinter dem belgischen Team. Bei den Straßenlauf-Europameisterschaften 2025 in Löwen belegte er in 27:46 min den vierten Platz im 10-km-Straßenlauf und sicherte sich in der Teamwertung die Goldmedaille. 

## Persönliche Bestzeiten
- 3000 Meter: 7:54,79 min, 5. August 2023 in Löwen
  - 3000 Meter (Halle): 7:40,81 min, 8. Februar 2025 in Boston
- 5000 Meter: 13:15,25 min, 6. Juli 2024 in Maisons-Laffitte
  - 5000 Meter (Halle): 13:11,03 min, 1. Februar 2025 in Boston
- 10.000 Meter: 28:07,01 min, 29. August 2020 in Pacé
- 10-km-Straßenlauf: 27:46 min, 13. April 2025 in Löwen